# Fort William
Fort William (in gaelico scozzese An Gearasdan, in scots The Fort) è una città della Scozia, il secondo paese più grande della regione delle Highlands scozzesi, dopo Inverness.

## Storia
Originariamente cresciuta intorno al villaggio di Inverlochy, la cittadina di Fort William è adagiata in fondo alla valle di Great Glen ed a pochi chilometri dal Ben Nevis, la montagna più alta di tutta la Gran Bretagna.

## Economia

### Turismo
Fort William è anche un importante centro turistico essendo situato non lontano da famosi luoghi turistici come il Loch Ness o, come detto, il Ben Nevis. Anche le isole occidentali si raggiungono facilmente da Fort William.

## Altri progetti

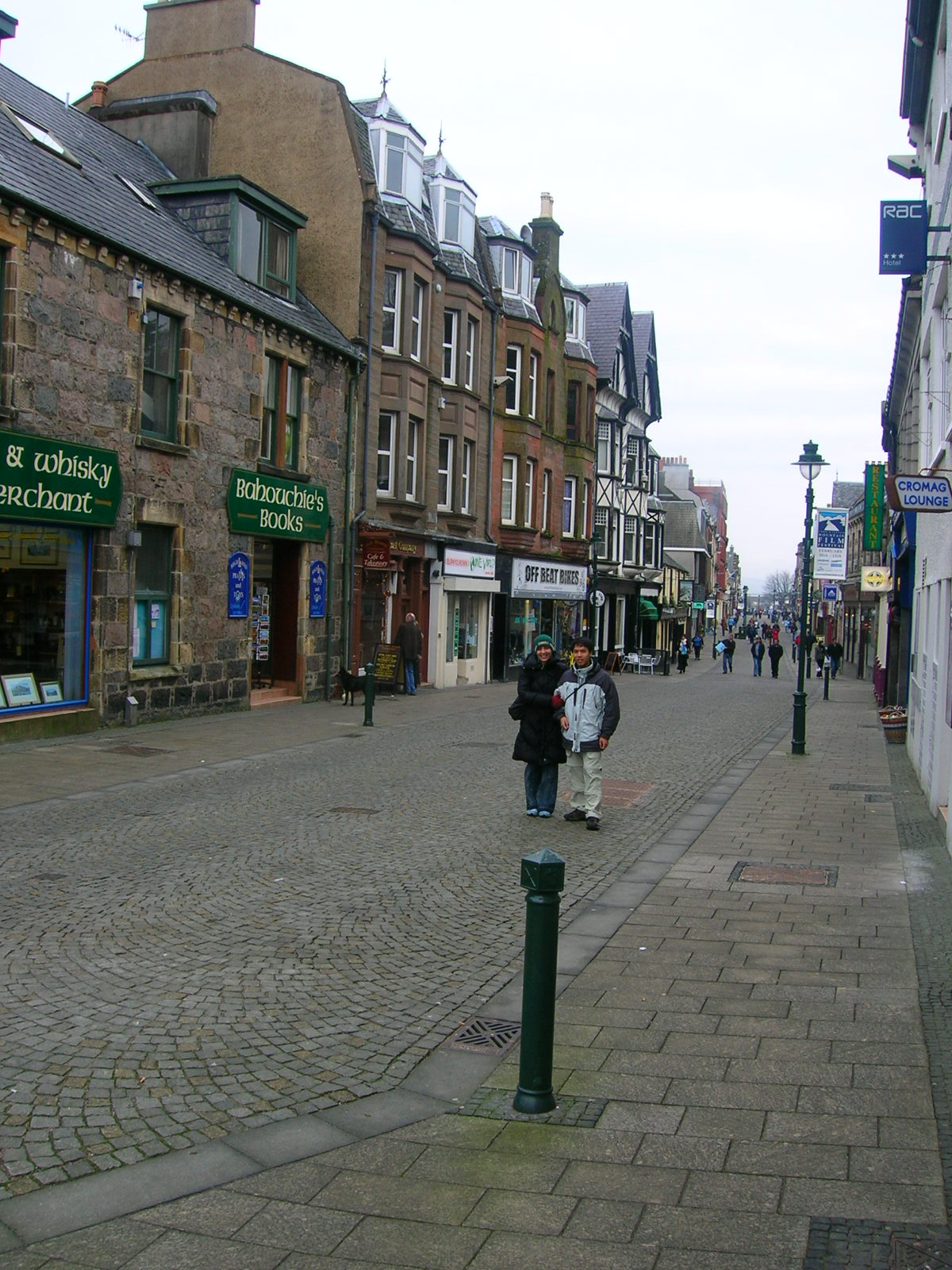
Una delle vie principali del centro della città